# Just Keke
Just Keke est un talk show américain présenté par Keke Palmer.

## Description
Le show a démarré le 30 juin 2014, sur BET. Le show est tourné à Los Angeles et est diffusé sur une durée de quatre semaines initialement. 
Avec ce Talk show, Keke Palmer est la plus jeune animatrice de talk show de l'histoire de la télévision,,.
Keke Palmer chante la chanson du générique de Just Keke intitulée Just Keke (Theme) sur ITunes.
La 2e saison est en préparation, prévu pour 2016.
Le 16 avril, il est annoncé que Just Keke avait obtenu le feu vert pour une diffusion nationale syndiqué.

## Invités
Keke Palmer a reçu ou interviewer (via un écran) entre autres dans son émission :
- Brandy Norwood
- Lil Mama
- Karrueche Tran
- Fifth Harmony (via un écran)
- Raven Symoné (via un écran).